# Juan José Novo
Juan José Novo es un futbolista argentino que jugó de mediocampista. Debutó en 1944 con el Club Atlético Huracán. Jugó para el Montevideo Wanderers Fútbol Club, el Club San Sebastián de León, el Atlas de Guadalajara y el Club León. A su retiro se dedicó a trabajar en una tienda de calzado a invitación del también jugador Antonio Battaglia. Murió en 2001. 

## Clubes como futbolista
| Club                  | País      | Año         |
| --------------------- | --------- | ----------- |
| C.A. Huracán          | Argentina | 1944 - 1945 |
| Montevideo Wanderers  | Uruguay   | 1945 - 1946 |
| San Sebastián de León | México    | 1946 - 1948 |
| Atlas de Guadalajara  | México    | 1948 - 1952 |
| Club León             | México    | 1952 - 1953 |

- Datos: Q5950401